# Kokořín (hrad)
Hrad Kokořín se nachází zhruba deset kilometrů severovýchodně od Mělníka nad říčkou Pšovkou v Dokeské pahorkatině, u obce Kokořín. Byl postaven po roce 1320, pravděpodobně pražským purkrabím Hynkem Berkou z Dubé. Podle jména hradu se část chráněné oblasti nazývá Kokořínskem.

## Historie

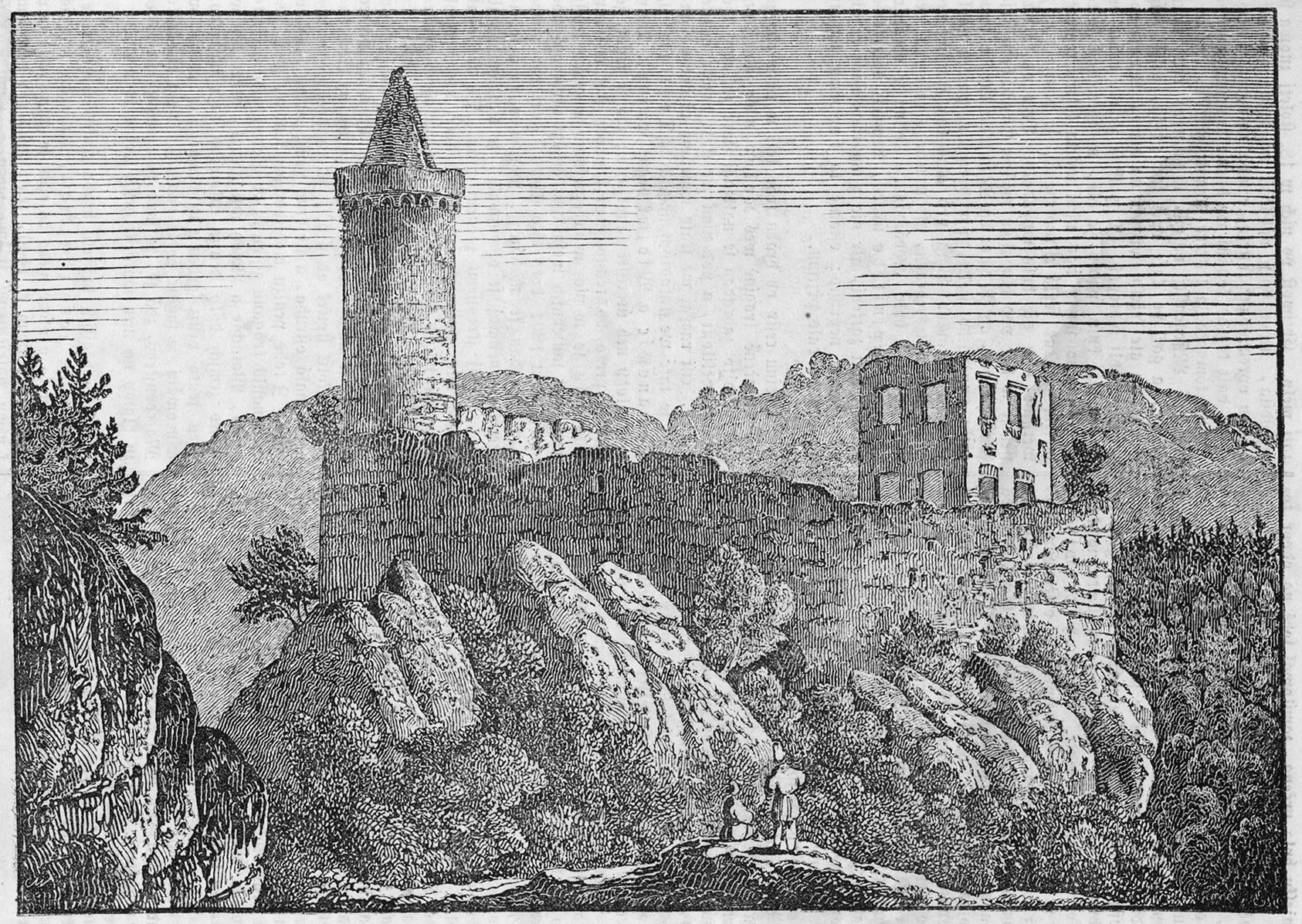
Zřícenina hradu v roce 1835

V roce 1426 dobyla a poničila hrad husitská vojska. Po husitských válkách hrad často střídal majitele (v 15. stol. Jan Řitka z Bezdědic a páni z Klinštejna, v 16. stol. Beřkovští ze Šebířova a Kaplířové ze Sulevic). Od roku 1544 je uváděn jako pustý. Jeho osud ještě zhoršilo rozhodnutí císaře Ferdinanda II. zařadit jej mezi tzv. prokleté hrady, tj. hrady, které se nesměly udržovat, protože jinak by díky své výhodné poloze mohly ohrozit panovnickou moc.
Roku 1894 zakoupil zříceninu pražský podnikatel Václav Špaček, jehož syn Jan ji nechal před první světovou válkou novogoticky zrekonstruovat. V letech 1911–1916 byl hrad upraven do dnešní podoby architektem Eduardem Sochorem podle pokynů Augusta Sedláčka a Čeňka Zíbrta. V roce 1951 byl hrad zestátněn, respektive zkonfiskován. V roce 2001 se stal národní kulturní památkou; navrácení rodině Špačků tím bylo ztíženo, avšak ne znemožněno: Kokořín byl navrácen v roce 2006.

## Vzhled hradu
Válcová vyhlídková věž Kokořína je vysoká 38 metrů. Hradní palác byl během rekonstrukce zvýšen o jedno patro a zastřešen. Na nároží paláce je plastika Jarmily Špačkové od Josefa Kalvody a uvnitř malby Julia Fischera. Je zde památník K. H. Máchy a expozice českého romantického umění z 19. století.

## Hrad ve filmu
Hrad se objevil v následujících filmech a pohádkách:
- Princezna se zlatou hvězdou (1959, režie: Martin Frič)
- Hříšnice (německy Die Wanderhure, 2010, režie: Hansjörg Thurn)
- Odkaz hříšnice (německy Das Vermächtnis der Wanderhure, 2012, režie: Thomas Nennstiel)
- Korunní princ (2015, režie: Karel Janák)

Nemocnice  na kraji města, díl 18.

## Cestovní ruch
Poblíž hradu železnice nevede, autobusové spojení je zajištěno linkou Mšeno – Mělník. Pod hradem se nachází na silnici krátký Kokořínský tunel. Hrad je zachycen mj. na mapě KČT 16 a je cílem výletů od 18. století. K hradu vedou značené turistické cesty.
V roce 2015 hrad navštívilo 39 072 návštěvníků.

## Zajímavosti
Po hradu je pojmenována pražská ulice Kokořínská, nacházející se na severu města v městské čtvrti Ďáblice.